# Smålands lagsaga

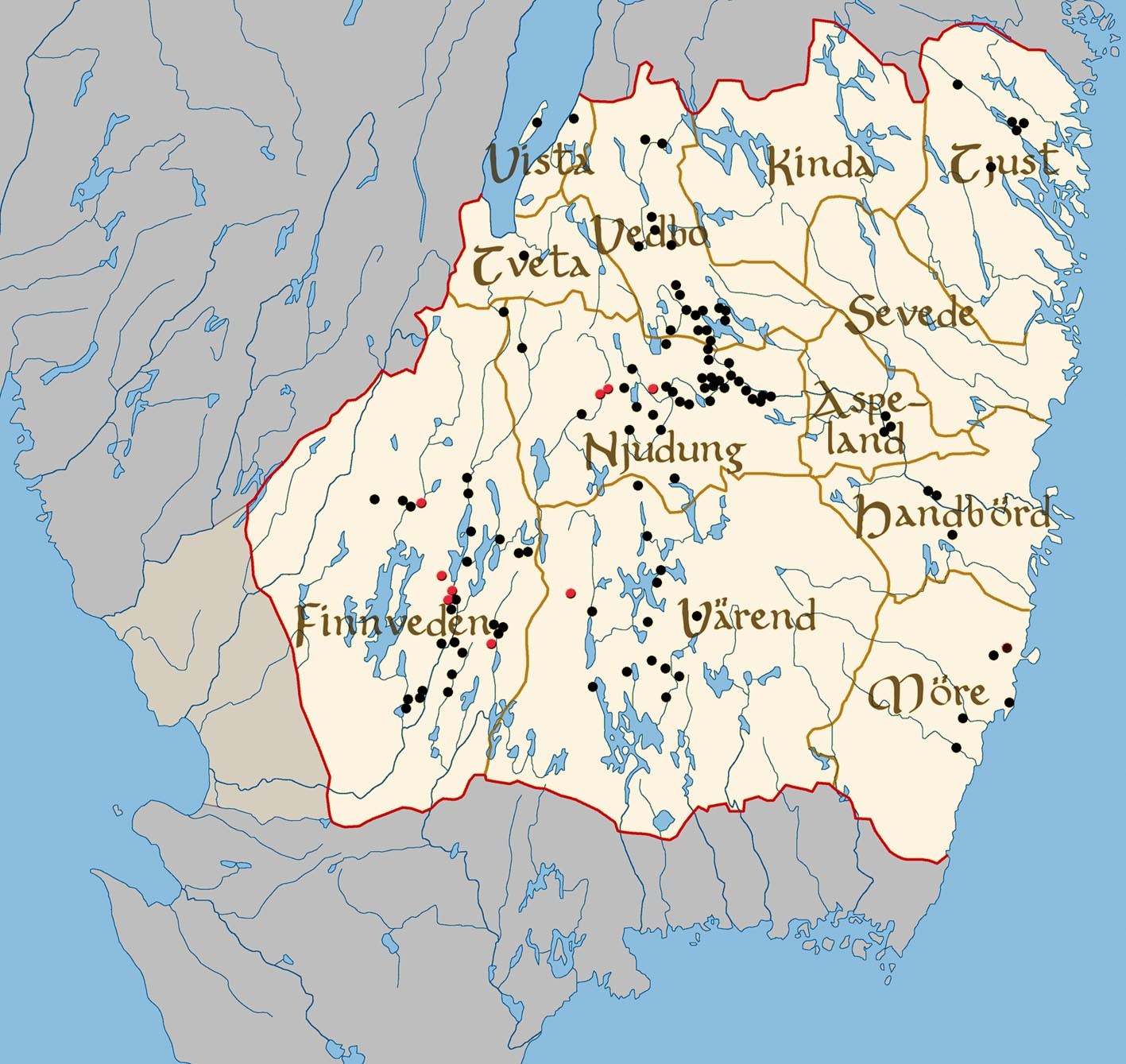
Landsdelar i Småland.

Smålands lagsaga var en lagsaga inrättad 1559 omfattande härader, enligt navigationsboxen nedan, i nuvarande norra och östra Småland som tidigare, förutom Mo härad (tillfört från Västergötlands lagsaga senast 1568), hade tillhört Östgöta lagsaga.

## Historik
Smålands lagsaga var en lagsaga inrättad 1559 omfattande härader, enligt navigationsboxen nedan, i nuvarande norra och östra Småland som tidigare, förutom Mo härad (tillfört från Västergötlands lagsaga senast 1568), hade tillhört Östgöta lagsaga.
Under perioder minskades lagsagans område genom olika förläningar, främst av grevskapen Tjust och Södermöre.
Lagsagan sammanslogs 1631 med Ölands lagsaga till Kalmar läns och Ölands lagsaga.

## Lagmän
- 1559–1567: Svante Sture den yngre
- 1568–1586: Erik Gyllenstierna
- 1587–1592: Knut Posse
- 1593–1598: Ture Bielke
- 1600–1609: Svante Bielke
- 1610–1630: Nils Bielke